# Māris Bērziņš
Pour les articles homonymes, voir Bērziņš.
 (juillet 2019).
Māris Bērziņš, né en 1962, est un écrivain et dramaturge letton. 
Māris Bērziņš a été fonctionnaire et son premier livre a été publié en 2003. Il a écrit des nouvelles et des romans. En 2015, il a reçu le prix de littérature de l'Assemblée baltique.